# Corea del Sur en los Juegos Olímpicos de Múnich 1972
Corea del Sur estuvo representada en los Juegos Olímpicos de Múnich 1972 por un total de 42 deportistas, 32 hombres y 10 mujeres, que compitieron en 8 deportes.

## Medallistas
El equipo olímpico surcoreano obtuvo las siguientes medallas:
| Nombre       | Deporte | Competición |
| ------------ | ------- | ----------- |
| Oro          |         |             |
| —            |         |             |
| Plata        |         |             |
| Oh Seung-Lip | Judo    | –80 kg M    |
| Bronce       |         |             |
| —            |         |             |